# Tristan James
Tristan James (* 28. August 1997) ist ein dominicanischer Leichtathlet, der sich auf den Weitsprung spezialisiert hat und aktuell Inhaber des Landesrekordes ist.

## Sportliche Laufbahn
Tristan James wuchs in Salem in den Vereinigten Staaten auf und studierte von 2017 bis 2021 an der University of Oregon. 2019 startete er bei den U23-NACAC-Meisterschaften in Santiago de Querétaro und belegte dort mit 7,31 m den zehnten Platz im Weitsprung. 2022 siegte er mit 7,86 m beim The Orange County Classic und schied anschließend bei den Weltmeisterschaften in Eugene mit 7,72 m in der Qualifikationsrunde aus. Im August belegte er bei den Commonwealth Games in Birmingham mit 7,85 m den siebten Platz und gelangte dann bei den NACAC-Meisterschaften in Freeport mit 7,70 m auf Rang fünf. Im Jahr darauf gewann er bei den Zentralamerika- und Karibikspielen in San Salvador mit 7,65 m die Bronzemedaille hinter dem Kubaner Alejandro Parada und Jordan Yates Turner aus Jamaika. Ende Oktober gelangte er dann bei den Panamerikanischen Spielen in Santiago de Chile mit 7,03 m auf den zehnten Platz. 

## Persönliche Bestleistungen
- Weitsprung: 8,08 m (+1,3 m/s), 29. Mai 2022 in Chula Vista (dominicanischer Rekord)
  - Weitsprung (Halle): 7,85 m, 22. Februar 2019 in Seattle (dominicanischer Rekord)